# Лук голландский
Лук голландский (лат. Allium hollandicum) — многолетнее травянистое растение, вид рода Лук (Allium) семейства Луковые (Alliaceae).
Лук голландский — декоративное растение с узкими листьями, число которых может достигать 15.
Шаровидное соцветие густо-фиолетового или белого цвета диаметром до 25 см, состоящее из множества звездчатых цветков на длинных ножках, возвышается на высоком цветоносе до 2-х метров высотой.